# デヴィッド・スーシェ
デヴィッド・スーシェ（Sir David Suchet [ˈsuːʃeɪ] SOO-shay、CBE、1946年5月2日 - ）は、イギリス・ロンドン出身の俳優。LWTのテレビシリーズ『名探偵ポワロ』のエルキュール・ポワロ役でよく知られている。

## 略歴
南アフリカ出身の婦人科・産婦人科医ジャック・スーシェ（父親はユダヤ系リトアニア人移民）と、イギリス人の母パトリシア（父親はユダヤ系ロシア人）の間に、ロンドンのパディントンで生まれる。兄のジョンはニュースキャスター。
ロンドン音楽演劇学校で学び、1973年からロイヤル・シェイクスピア・カンパニーに参加。『オセロ』や『テンペスト』、『ロミオとジュリエット』などに特に悪役として出演した。その後、イギリスのテレビに出演するようになり、1989年から始まり2013年に完結した『名探偵ポワロ』のエルキュール・ポワロは当たり役となり、原作ほぼ全ての映像化という偉業を達成した。スーシェはポワロ役をライフワークと位置づけ、作品を全て読み声色まで変え原作に忠実なポワロ像を描き出し、その演技は「原作に最も近いポワロ」と賞賛された。スーシェはポワロについて「この上ない贈り物を授かった。まさに神からの贈り物だ」としている。
ポワロ役をする以前の1985年にテレビ映画『エッジウェア卿殺人事件（Thirteen at Dinner）』ではポワロに反感を抱いているジャップ警部を演じている（ポワロ役はピーター・ユスティノフ）。
ジャップ警部役については「私の演技は最低だった。できれば思い出したくない」と語っているが、自伝『ポワロと私』では撮影中にユスティノフから「君ならポワロを演じられるよ。きっとはまり役だ」と言われたと記している。
舞台でも活躍しており、何度かローレンス・オリヴィエ賞などにノミネートされている。2000年には舞台版『アマデウス』でサリエリを演じ絶賛された。
2002年に大英帝国勲章（OBE）を授与された。2011年には新年栄誉賞で「ドラマへの貢献」を称えられ、大英帝国勲章（CBE）に任命された。2020年のエリザベス女王誕生日叙勲で演劇と慈善活動への貢献を評価され、ナイトに叙せられた。
ハリウッド映画では『エグゼクティブ・デシジョン』の凶悪なアラブのテロリスト役や、『バンク・ジョブ』の裏社会のボスなど悪役を演じることが多い。

### プライベート
- 妻との間に1男1女の子供がいる。長男はイギリス海軍の大尉。長女は理学療法士。

## 主な出演作品
| 公開年    | 邦題 原題                                                                                      | 役名                                 | 備考                      | 日本語吹替                                                |
| --------- | ---------------------------------------------------------------------------------------------- | ------------------------------------ | ------------------------- | --------------------------------------------------------- |
| 1982      | ノートルダムの鐘つき男/報われぬ愛の物語 The Hunchback of Notre Dame                            | クロパン・トルイユフ                 | テレビ映画                |                                                           |
| 1982      | ストップ・ザ・売春天国 The Missionary                                                          | コーベット                           |                           |                                                           |
| 1983      | クレムリンの赤いバラ/鉄のカーテンの向こうの懲りない人々 Red Monarch                            | ベリア                               | テレビ映画                |                                                           |
| 1983      | トレンチコート/危険な追跡 Trenchcoat                                                           |                                      |                           |                                                           |
| 1984      | グレイストーク -類人猿の王者- ターザンの伝説 Greystoke: The Legend of Tarzan, Lord of the Apes | ブラー                               |                           |                                                           |
| 1984      | リトル・ドラマー・ガール The Little Drummer Girl                                               | メスターバイン                       |                           |                                                           |
| 1985      | 脱走大陸/自由への国境は雪原の彼方 Gulag                                                        |                                      | テレビ映画                |                                                           |
| 1985      | コードネームはファルコン The Falcon and the Snowman                                            | アレックス                           |                           | 城山堅（テレビ朝日版）                                    |
| 1985      | 名探偵ポワロ/エッジウェア卿殺人事件 Thirteen at Dinner                                         | ジャップ警部                         | テレビ映画                |                                                           |
| 1985      | ムッソリーニ/愛と闘争の日々 Mussolini: The Untold Story                                        |                                      | テレビシリーズ            |                                                           |
| 1986      | アイアン・イーグル Iron Eagle                                                                  | アキール・ナイケシュ大佐             |                           | 筈見純（TBS版）                                           |
| 1986      | エド・マロー/テレビを変えた男 Murrow                                                           | ウィリアム・L・シャイラー            | テレビ映画                |                                                           |
| 1987      | 情事の突破口!/追いつめられたエリート弁護士の復讐 The Last Innocent Man                         | ジョナサン                           | テレビ映画                |                                                           |
| 1987      | ハリーとヘンダスン一家 Harry and the Hendersons                                                | ジャック                             |                           | 石田太郎（ソフト版） 小林清志（TBS版）                    |
| 1988      | ワールド・アパート World Apart                                                                 | ミュラー                             |                           |                                                           |
| 1988      | ワルシャワの悲劇 神父暗殺 To Kill a Priest                                                     | 司祭                                 |                           |                                                           |
| 1989-2013 | 名探偵ポワロ Agatha Christie's Poirot                                                          | エルキュール・ポワロ                 | テレビシリーズ            | 熊倉一雄（NHK版） 大塚智則（デアゴ版）                    |
| 1992      | ルコナ号沈没の謎を追え! Der Fall Lucona                                                        |                                      |                           | 愛川欽也（NHK版）                                         |
| 1996      | エグゼクティブ・デシジョン Executive Decision                                                  | ナジ・ハッサン                       |                           | 壌晴彦（ソフト版） 有川博（テレビ朝日版）                 |
| 1996      | 十戒 Moses                                                                                     | アロン                               | テレビ映画                |                                                           |
| 1996      | NO EXIT 海上の惨劇 Deadly Voyage                                                               |                                      | テレビ映画                |                                                           |
| 1997      | SUNDAY それぞれの黄昏 Sunday                                                                   | オリヴァー/マシュー・デラコルタ      |                           |                                                           |
| 1997      | フェニックスと魔法のじゅうたん The Phoenix and the Carpet                                      | フェニックス                         | 声の出演 テレビシリーズ   | 中尾隆聖                                                  |
| 1998      | ダイヤルM A Perfect Murder                                                                     | モハメド・カラマン                   |                           | 池田勝（ソフト版、日本テレビ版） 大木民夫（テレビ朝日版） |
| 1999      | ウィング・コマンダー Wing Commander                                                            | ジェイソン・サンスキー               |                           | 小山武宏                                                  |
| 1999      | ザ・ディレクター ［市民ケーン］の真実 RKO 281                                                  | ルイス・B・メイヤー                  | テレビ映画                | 宝亀克寿                                                  |
| 2003      | セイブ・ザ・ワールド The In-Laws                                                               | ジャン＝ピエール・ティボドゥ         |                           | 後藤哲夫                                                  |
| 2003      | ダブルバウンド FoolProof                                                                       | レオ                                 |                           | たかお鷹                                                  |
| 2006      | ドラキュラvsヴァン・ヘルシング Dracula                                                         | アブラハム・ヴァン・ヘルシング       | テレビ映画                | 牛山茂                                                    |
| 2007      | デイ・アフター 首都水没 Flood                                                                  | キャンベル副首相                     |                           | 壤晴彦                                                    |
| 2008      | バンク・ジョブ The Bank Job                                                                    | ロウ・ヴォーゲル                     |                           | 村松康雄                                                  |
| 2011      | 大いなる遺産 Great Expectations                                                                | ジャガーズ弁護士                     | 全3回のテレビミニシリーズ |                                                           |
| 2012      | ホロウ・クラウン/嘆きの王冠 The Hollow Crown                                                   | ヨーク公エドマンド・オブ・ラングリー | テレビ映画                |                                                           |
| 2017      | ドクター・フー Doctor Who                                                                      | 屋敷の大家                           | 第10シリーズ第4話         |                                                           |
| 2017      | アメリカン・アサシン American Assassin                                                         | スタンスフィールド長官               |                           | 野川雅史                                                  |
| 2018      | プレス 事件と欲望の現場 Press                                                                  | ジョージ・エマーソン                 |                           |                                                           |
| 2019-2022 | ダーク・マテリアルズ/黄金の羅針盤                                                              | カイザ                               | 声の出演 テレビドラマ     | 山本高広                                                  |

## 日本語吹き替え
NHKおよびCSで放送される『名探偵ポワロ』とその関連番組の日本語版では熊倉一雄がスーシェの声を吹き替え、人気を博した。熊倉とスーシェの声質は必ずしも似ているわけではないが、その独特の語り口はスーシェ同様日本におけるポワロのイメージとして定着するに至った。熊倉の吹き替えはスーシェ本人からも「熊倉の声が最もポワロの声によく似合う」とお墨付きをもらっており、「魅力の半分以上は、日本語版の声（熊倉）である」とも評されるほど海外ドラマファンにとっては馴染み深い著名なものとなっている。
一方、デアゴスティーニ・ジャパンから発売された『名探偵ポワロ』では、デアゴスティーニによる独自の吹替版が新録されており、上記の熊倉によるNHKの日本語版とはキャストが異なる（スーシェの吹き替えは大塚智則）。
このほかにも、壤晴彦、有川博、池田勝、石田太郎、小林清志、後藤哲夫、村松康雄なども声を当てている。